# 武笠庄太郎
武笠 庄太郎（むかさ しょうたろう、1868年〈明治元年〉8月 - 1935年〈昭和10年〉3月頃）は、日本の政治家。埼玉県北足立郡三橋村長。旧姓・菅間。

## 経歴
埼玉県北足立郡指扇村字宝来（現・さいたま市西区宝来）、菅間勘太郎の次弟として生まれる。指扇村尋常高等小学校を卒業して浦和町所在岡村覚太郎の和漢学塾に学ぶ。
北足立郡三橋村大字側ヶ谷戸、武笠今助の養嗣子となり武笠家を継承する。1905年に村会議員に挙げられる。1907年に郡会議員となり、互選の結果郡参事会員となる。1908年に名誉助役、学務委員となる。1911年に村長に就任した。
村長在任中の事業として青年団の創立、三橋日進両村隔離病舎新設、小学校校庭招魂社勧請、小学校舎増築、高等科増設等がある。

## 人物
漢学・国学の造詣が深く、剣は北辰一刀流を学んだ。村民福利のために為し難き難事を完全に為し遂げた中興の村長である。
住所は埼玉県北足立郡三橋村大字側ヶ谷戸（現・さいたま市大宮区三橋）。